# Jaswant Singh
Pour les articles homonymes, voir Singh.
Jaswant Singh, né le 3 janvier 1938 à Jasol (district de Barmer, Rajasthan, Inde britannique) et mort le 27 septembre 2020 à New Delhi (Inde), est une personnalité politique indienne. 
Il est ministre des Affaires étrangères (1998-2002), ministre de la Défense (2000-2001) et deux fois ministre des Finances, en 1996 et en 2002-2004.

## Biographie
Jaswant Singh naît le 3 janvier 1938.

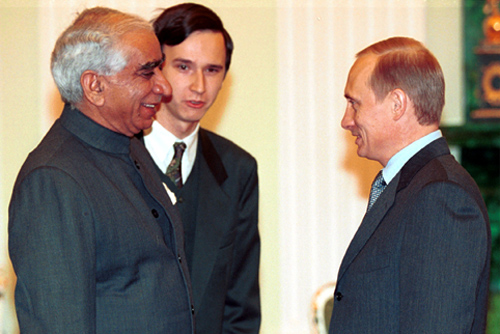
Jaswant Singh et Vladimir Poutine en 2000.

Ministre des Affaires étrangères du 5 décembre 1998 au 1er juillet 2002, responsable de la politique étrangère, il s'occupe des fortes tensions entre l'Inde et le Pakistan.